# Labove (fils)
Labove est un personnage de roman de William Faulkner, fils aîné du patriarche de la famille du même nom qui apparaît dans la trilogie relatant la saga de la famille Snopes (Le Hameau (1940), La Ville (1957) et Le Domaine (1959)).
Il étudie à Oxford, où il joue dans l’équipe de football américain, puis au terme de six ans d’études, est engagé par Will Varner comme maître d’école du patelin. Il se prend de désir pour la jeune fille de Will, Eula Varner, tente de la violer, puis quitte Frenchman's Bend peu après.

### Éditions françaises
- Le Hameau, traduit de l'anglais par René Hilléret, Paris, Gallimard, 1959 (BNF 33003557)
- Le Hameau, sans le volume Les Snopes de William Faulkner, traduction révisée, Paris, Gallimard, coll. Quarto, 1985  (ISBN 978-2-07-078373-1) (BNF 41166688)